# Monte Horeb, Chiapas
Monte Horeb är en ort i Mexiko.   Den ligger i kommunen Solosuchiapa och delstaten Chiapas, i den sydöstra delen av landet, 700 km öster om huvudstaden Mexico City. Monte Horeb ligger 298 meter över havet och antalet invånare är 580.
Terrängen runt Monte Horeb är varierad. Monte Horeb ligger nere i en dal. Runt Monte Horeb är det ganska tätbefolkat, med 72 invånare per kvadratkilometer. Närmaste större samhälle är Ixhuatán, 5,6 km söder om Monte Horeb. I omgivningarna runt Monte Horeb växer i huvudsak städsegrön lövskog.